# Berberis hypokerina
Berberis hypokerina är en berberisväxtart som beskrevs av Airy-shaw. Berberis hypokerina ingår i släktet berberisar, och familjen berberisväxter. Inga underarter finns listade i Catalogue of Life.